# Menstruacijski ciklus
Menstruacijski ciklus, mesečni ciklus ali estrus je ciklus naravnih sprememb maternice in jajčnikov, ki omogoča spolno razmnoževanje.  Njegov časovni potek določajo endogeni (notranji) biološki ciklusi. Mesečni ciklus je bistven za nastajanje jajčec in za pripravo maternice na nosečnost. Poteka le pri plodnih ženskah in samicah primatov. Pri človeku se ponavlja od menarhe, ko se ciklusi začnejo, do menopavze, ko prenehajo.
Pri človeku je dolžina mesečnega ciklusa zelo različna (sega od 21 do 35 dni), s povprečno dolžino 28 dni. Vsak ciklus lahko na osnovi dogodkov v jajčniku (ovarijski ciklus) in maternici (maternični ciklus) razdelimo v tri faze. Ovarijski ciklus sestavljajo folikularna faza, ovulacija in lutealna faza, maternični ciklus pa menstruacija, proliferativna faza in sekretorna faza. Oba ciklusa uravnava endokrini sistem, na katerega lahko vplivamo s hormonsko kontracepcijo.
Po dogovoru se dolžina menstruacijskega ciklusa šteje v dnevih od prvega dne menstruacijske krvavitve. Ob spodbudi s polagoma naraščajočo količino estrogena v folikularni fazi se iztekanje krvi (menses) upočasni in nato ustavi, notranja stena maternice pa se zadebeli. Pod vplivom zapletenega medsebojnega vpliva hormonov se v jajčnikih začne razvoj foliklov, dokler po nekaj dneh eden med njimi ne postane dominanten, preostali pa propadejo. Približno v sredini ciklusa, 24 do 36 ur po porastu ravni luteinizirajočega hormona (LH), dominantni folikel v procesu, imenovanem ovulacija, sprosti jajčece. Po ovulaciji jajčece živi še do 24 ur, preostanek dominantnega folikla pa postane rumeno telesce in tvori velike količine progesterona. Pod vplivom progesterona se endometrij (notranji del maternične stene) pripravi na potencialno implantacijo zarodka, s čimer se začne nosečnost. Če v približno dveh tednih do implantacije ne pride, rumeno telesce usahne, pri čemer se izrazito zmanjša raven tako progesterona kot tudi estrogena. V procesu, imenovanem menstruacija, se notranja plast maternice odlušči in jajčece propade.
Med menstruacijskim ciklusom potekajo spremembe tako v ženskem reprodukcijskem sistemu kot tudi v drugih telesnih sistemih (to se lahko kaže z bolečnostjo dojk ali spremembami razpoloženja). Prvo mesntruacijo ženske imenujemo menarha in se običajo pojavi med 12 in 13 letom. Konec reproduktivnega obdobja ženske, ki se običajno pojavi med 45 in 55 letom, imenujemo menopavza.